# Centraal station van Turku
Het Centraal Station van Turku (Fins: Turun päärautatieasema; Zweeds: Åbo centralstation) Is het belangrijkste treinstation van de Finse stad Turku.

## Geschiedenis
Het station werd in 1876 opgericht als onderdeel van de treinverbinding tussen Turku en Tampere maar werd pas een commercieel belangrijk station toen het in 1899 een verbinding kreeg met Helsinki. In 1938 werd het oude stationsgebouw gesloopt en vervangen voor een nieuw gebouw dat in 1940 in gebruik werd genomen. In 2010 kreeg het station officieel de benaming ‘'Centraal Station’’.